# Heby Närradio
Heby Närradio började sina sändningar 1989. Lagom till stationens 20-årsjubileum lades den ner då antalet sändande föreningar inte täckte kostnaderna för hyra av sändare och lokaler.
Heby Närradio sände på frekvensen 88,7 MHz. Sändaren stod på Dalkarlsåsen. För att nå även de norra delarna av Heby kommun var sändaren så pass stark att den även kom att nå, med fullt godtagbar mottagning, Sala, Uppsala och Enköping. I och med detta fick en annan närradiostation byta frekvens då sändarna störde ut varandra.
I mitten av 1990-talet sändes programmet 200watt även kallat Radio Active som blev en riktig hit bland ungdomarna i Heby med omnejd.